# Хуни, Карел
Карел Хуни (нидерл. Karel Choennie; род. 20 декабря 1958, Ваника, Нидерландский Суринам) — прелат Римско-католической церкви, 4-й епископ Парамарибо.

## Биография
Карел Хуни родился 20 декабря 1958 года в округе Ваника, в многодетной семье католиков. Вместе с десятью своими братьями и сёстрами он обучался в католической начальной школе Святого Вильгельма в Индира-Гандивег. Продолжил образование в общей средней школе, в которую поступил в 1973 году. Затем с 1976 по 1978 год обучался в университете Неймегена, который окончил со степенью бакалавра в области педагогики.
Продолжил обучение в семинарии Святого Иоанна Марии Вианнея в Порт-оф-Спейне, в Тринидаде и Тобаго, где с 1978 по 1984 год изучал теологию. В 1984 году был посвящен в диаконы. 30 сентября 1985 года его рукоположили в сан священника. В 1998 году защитил степень лиценциата в области пастырского богословия в католическом университете Левена. Помимо священнического служения, с 1999 по 2003 год был епископским викарием. В 2001 году был назначен настоятелем прихода святого Климента в Парамарибо, в 2005 году — настоятелем прихода святого Альфонса. С 2005 по 2014 год был также генеральным викарием епархии Парамарибо.
11 ноября 2015 года римский папа Франциск назначил его епископом Парамарибо. Епископскую хиротонию 24 января 2016 года возглавил Вилхелмус де Беккер, епископ-эмерит Парамарибо, которому сослужили Джозеф Эверард Гаррис, архиепископ Порт-оф-Спейна и Патрик Кристофер Пиндер, архиепископ Нассау. Своим девизом Хуни избрал «Возлюби Господа и ближнего» (лат. Diliges Dominum et Proximum).